# Benedikt Kölbl

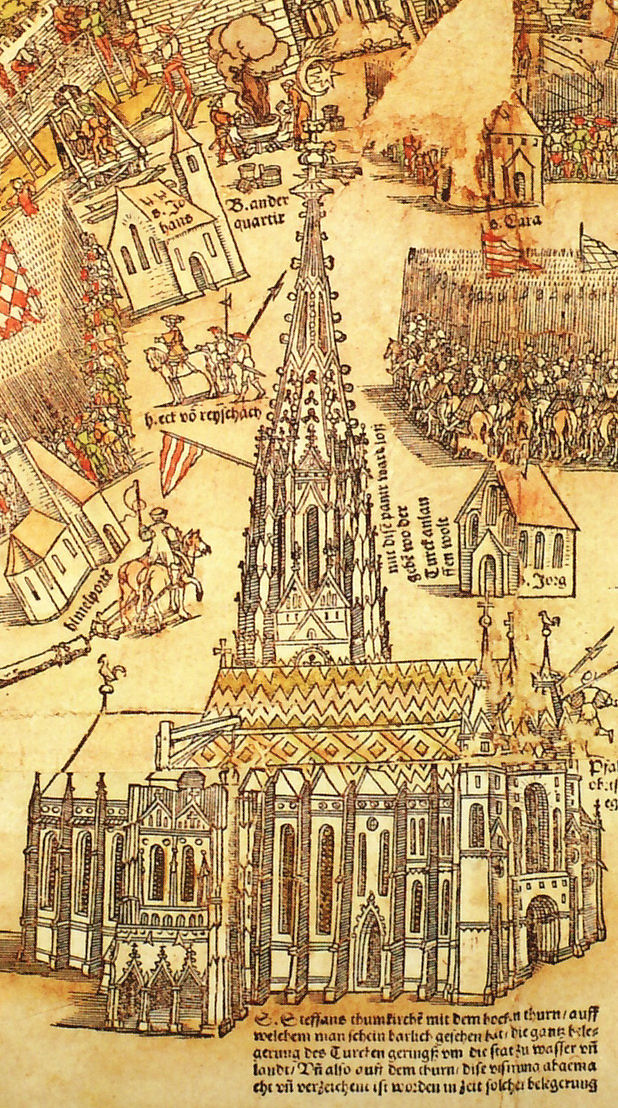
Stephansdom, Ausschnitt des Meldemann-Planes 1530

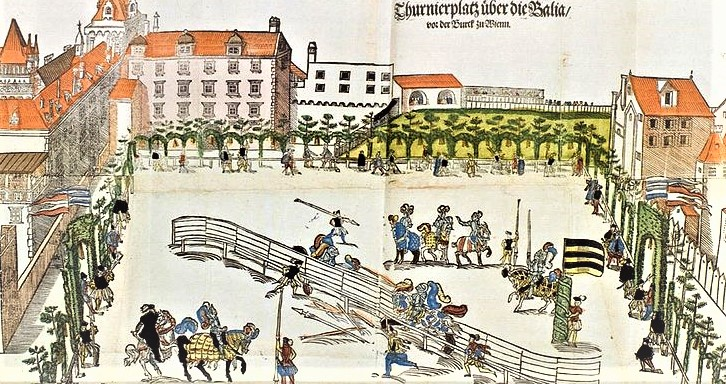
Burgplatz 1571 Heinrich Wirri, links die Türme der Alten Burg (Schweizer Trakt), daneben der Kindertrakt für die Kinder von Ferdinand I., rechts der Cillierhof, später Amalientrakt

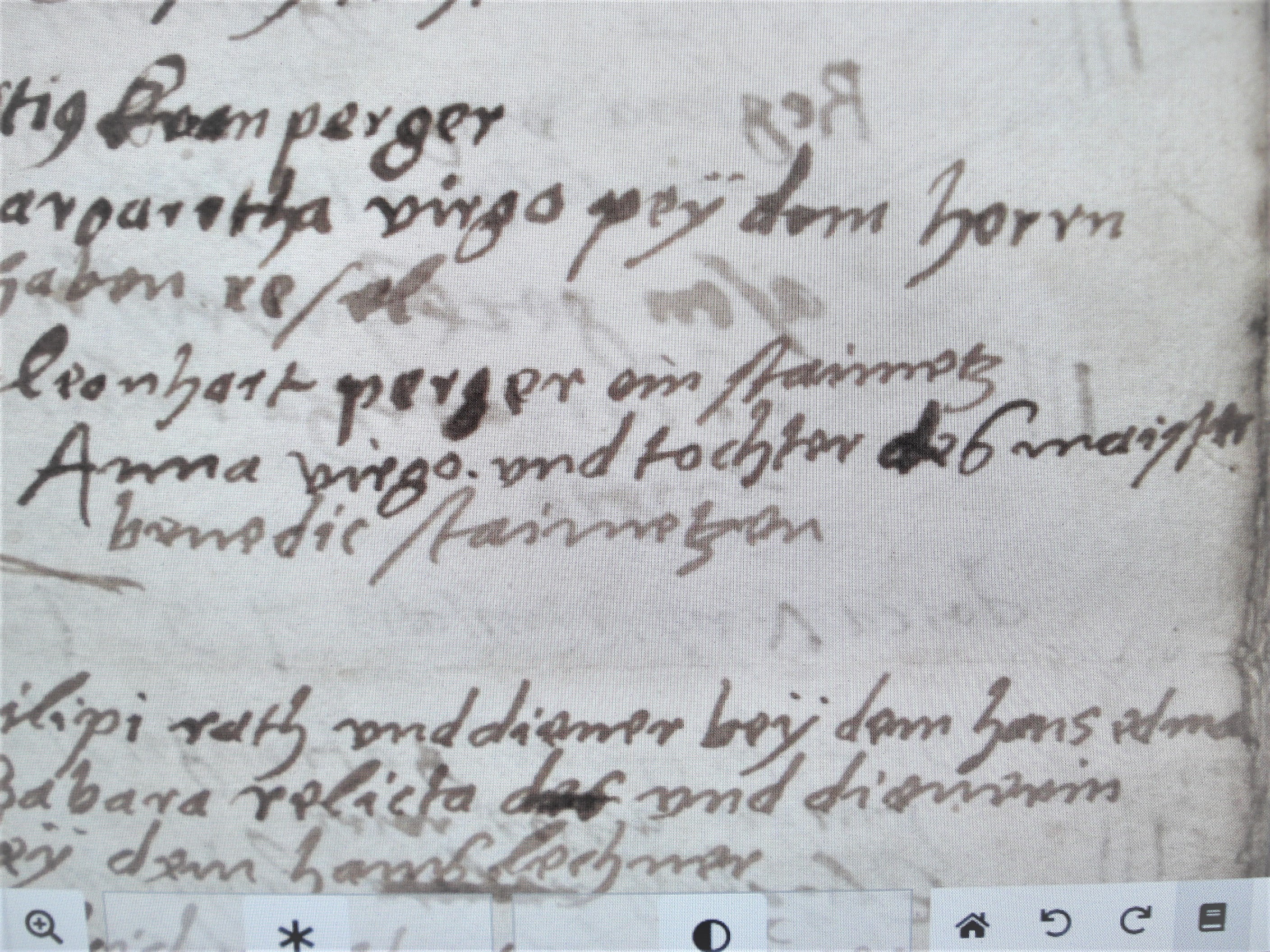
Stephansdom 1546, Heirat Leonhard Perger, Steinmetz, Anna Tochter Benedikt Khölbl

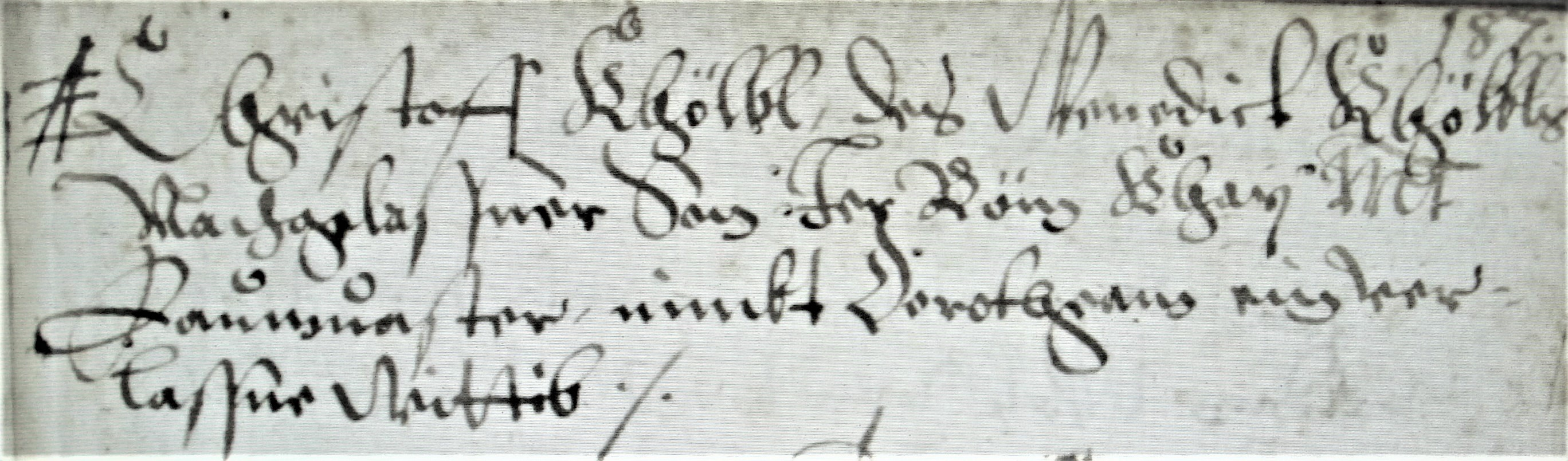
Stephansdom 1577, Heirat Christoph Khölbl, nach gelassener Sohn des Benedict Khölbl Sr. Röm. Khays. Maj. Baumeister

Benedikt Kölbl (auch Benedict Khölbl; * † 6. August 1572 in Wien) war ein österreichischer Hofbaumeister unter Ferdinand I., Steinmetzmeister, Dombaumeister im Stephansdom, Vermesser und Inspektor für die öffentlichen Gebäude in Prag, Pressburg, Raab und anderen Städten.

## Leben

### Familie
Benedikt Kölbl war verheiratet mit Anna, Tochter des Ludwig Mändl und der Kunigunde, Mändl war gestorben, Witwe Kunigunde hatte sich vor 1529 mit dem Huter Kolman Rab verheiratet. 1556 vererbte Kunigunde ihrer Tochter Anna die Hälfte ihres Hauses im Gässel bei den Weißen Brüdern. Ehefrau Anna starb im Juni 1557. Eine gemeinsame Tochter von Benedikt und Anna Kölbl war Anna, die den Steinmetzen Leonhard Perger heiratete.
1527 zahlte Benedikt Kölbl, Steinmetz, von seinem Hausteil H/1 beim Judenplatz jährliche Steuer, konnte das 1531 kaufen. Er vererbte es seinen Nachkommen, darunter Tochter Anna 1546 verh. Pergerin, Sohn Christoph, der durch seine Heirat 1577 dokumentiert ist, der Hofsteinmetzmeister Paul Kölbl. Von diesen erwarb es 1578 der Hoftischler Georg Haas († 1595). Nach 1746 wurde anstelle der beiden Häuser die Böhmische Hofkanzlei erbaut.

### Hofamt
Mit 200 Gulden wurde der Hofsteinmetz Benedikt Kölbl ab 1544 in den Wiener Hof eingebunden. 1546 wurde die Position des „Bausuperintendenten“ eingeführt, der in dieser Funktion den Festungsbau in Wien organisierte und die landesfürstlichen Bauvorhaben in Wien koordinierte.
Am 6. Juli 1569 trat Benedikt Kölbl in den Ruhestand; an seiner Stelle wurde Hans Saphoy zum Baumeister für Wien ernannt. Die Höhe von dessen Einkommens orientierte sich an dem des bisherigen Landesbaumeisters Kölbl.

### Baumeister
Benedikt Kölbl übernahm am 27. September 1552 als Nachfolger des verstorbenen Hans Tscherte das Amt des Hofbaumeisters. Am 4. Oktober 1552 wurde dies rückgängig gemacht. Nach Tagen der Überprüfung seiner angezweifelten Lese- und Schreibfähigkeit wurde er von der niederösterreichischen Kammer mit Dekret am 21. Oktober definitiv zum Baumeister ernannt. Diese Tätigkeit übte er 17 Jahre aus.

## Werke

### Schweizertrakt der Wiener Hofburg
- 1552 erfolgte die Umgestaltung des SW- und des Nordtraktes, das Schweizertor von Pietro Ferrabosco im Renaissancestil mit vorgelagerten Arkaden und Erweiterung, der Anbau eines Gebäudes an den Nordwestturm und die Verdopplung des Nordosttraktes nach außen. Die Pläne erstellte Sigmund de Preda, die Ausführung erfolgte durch Benedikt Kölbl.[12]
- Ferdinand I. beauftragte einen oberen und unteren Lustgarten, 1536 erfolgte die Fertigstellung, mit dem Ballhaus. Bei diesen Bauarbeiten sind 1540 Hans Karanko und Benedikt Kölbl dokumentiert. 1549 wird der Lustgarten unter dem Nordostturm erwähnt.[13]

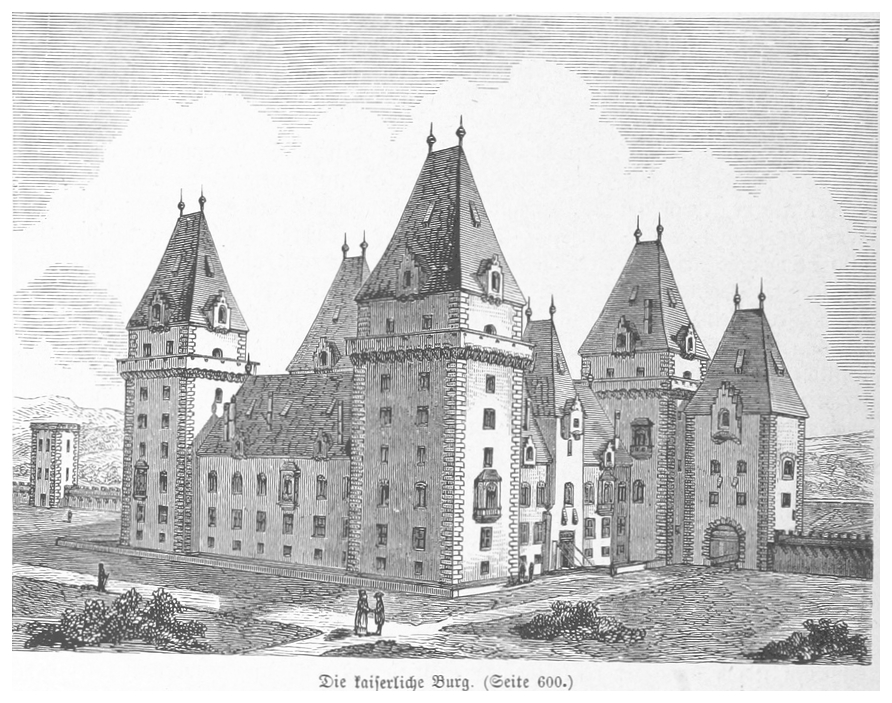
Hofburg 16. Jahrhundert
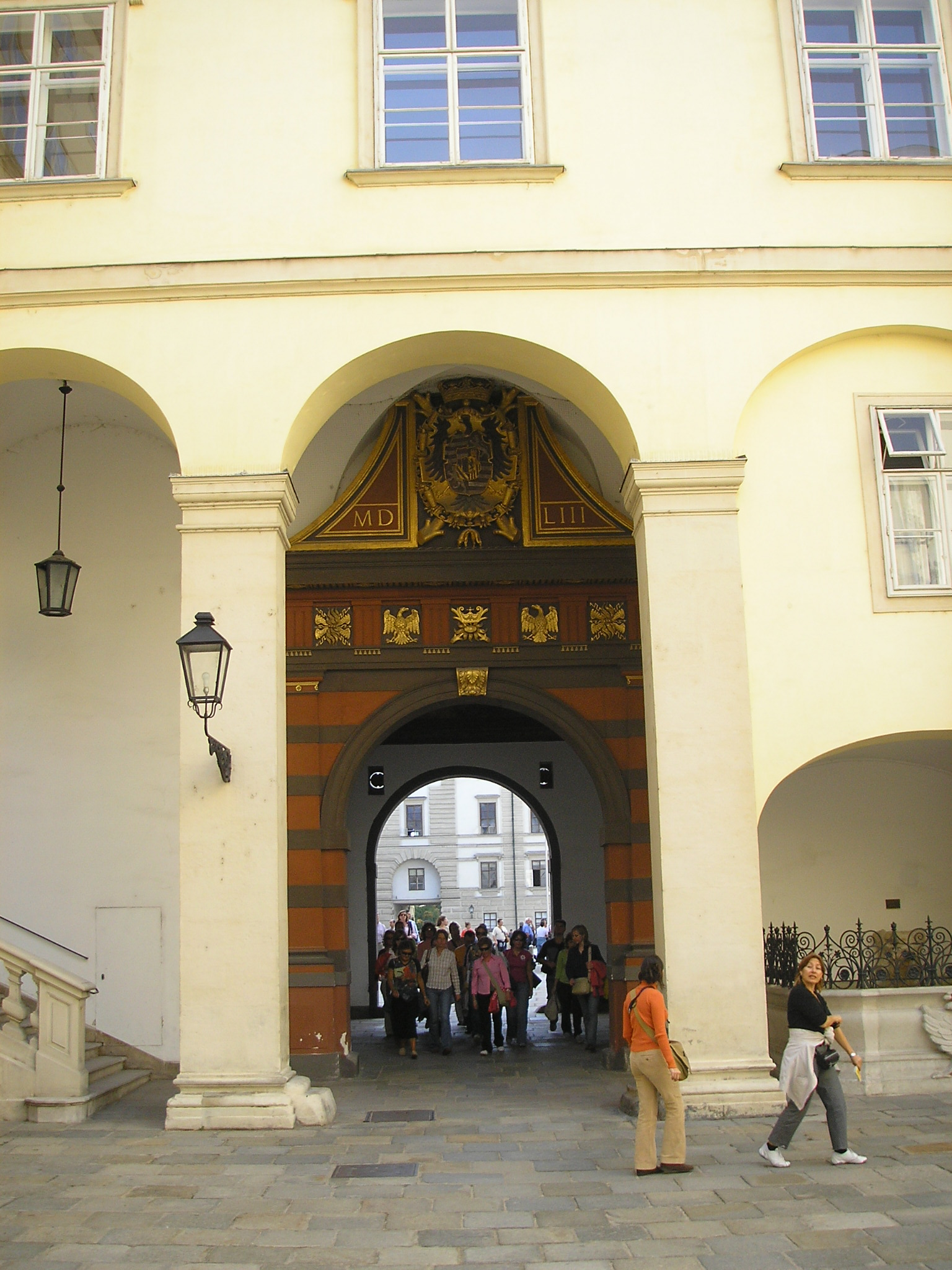
Schweizerhof
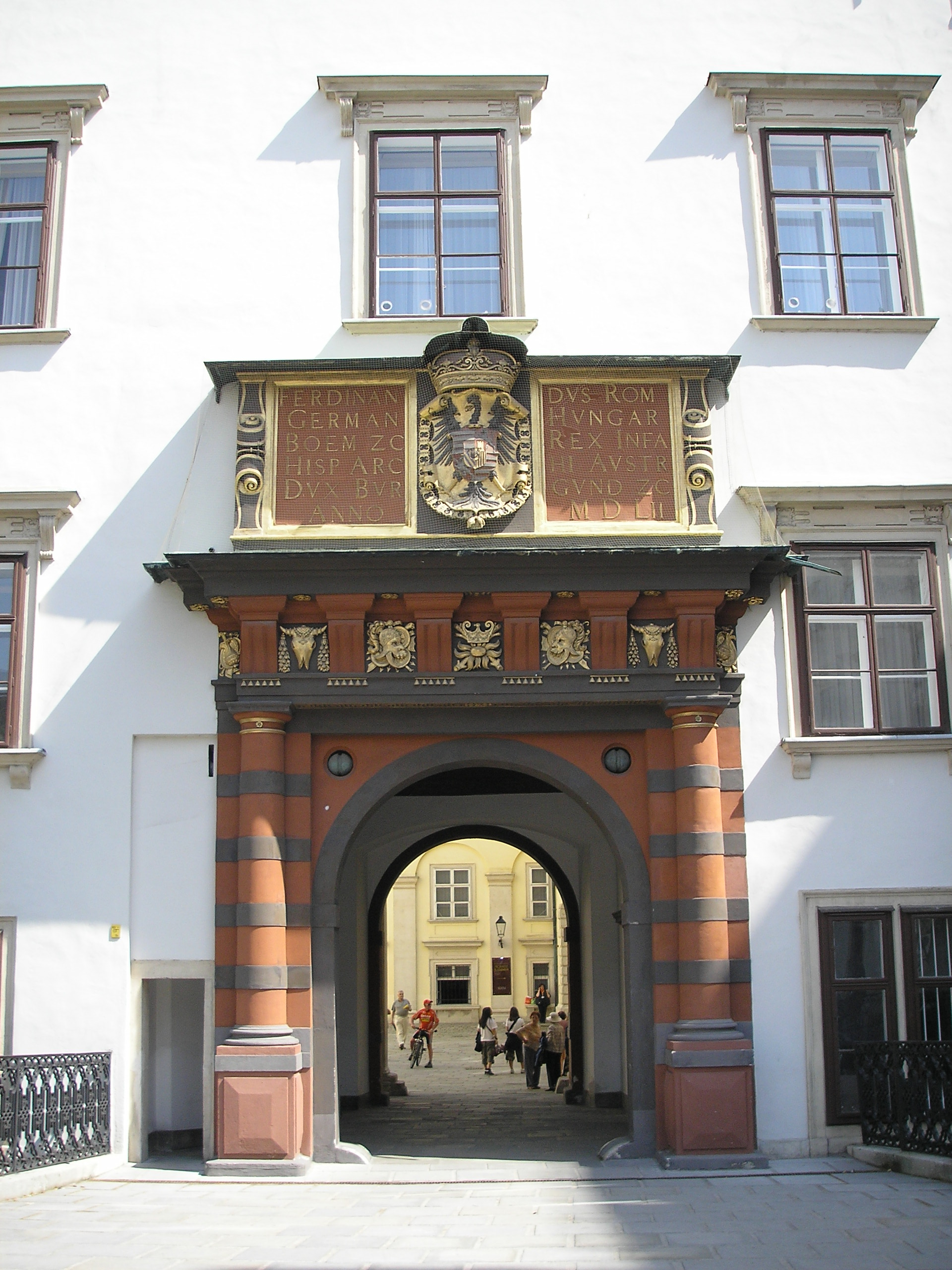
Schweizertor
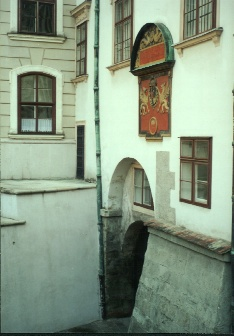
Graben Wappen Ferdinand I.
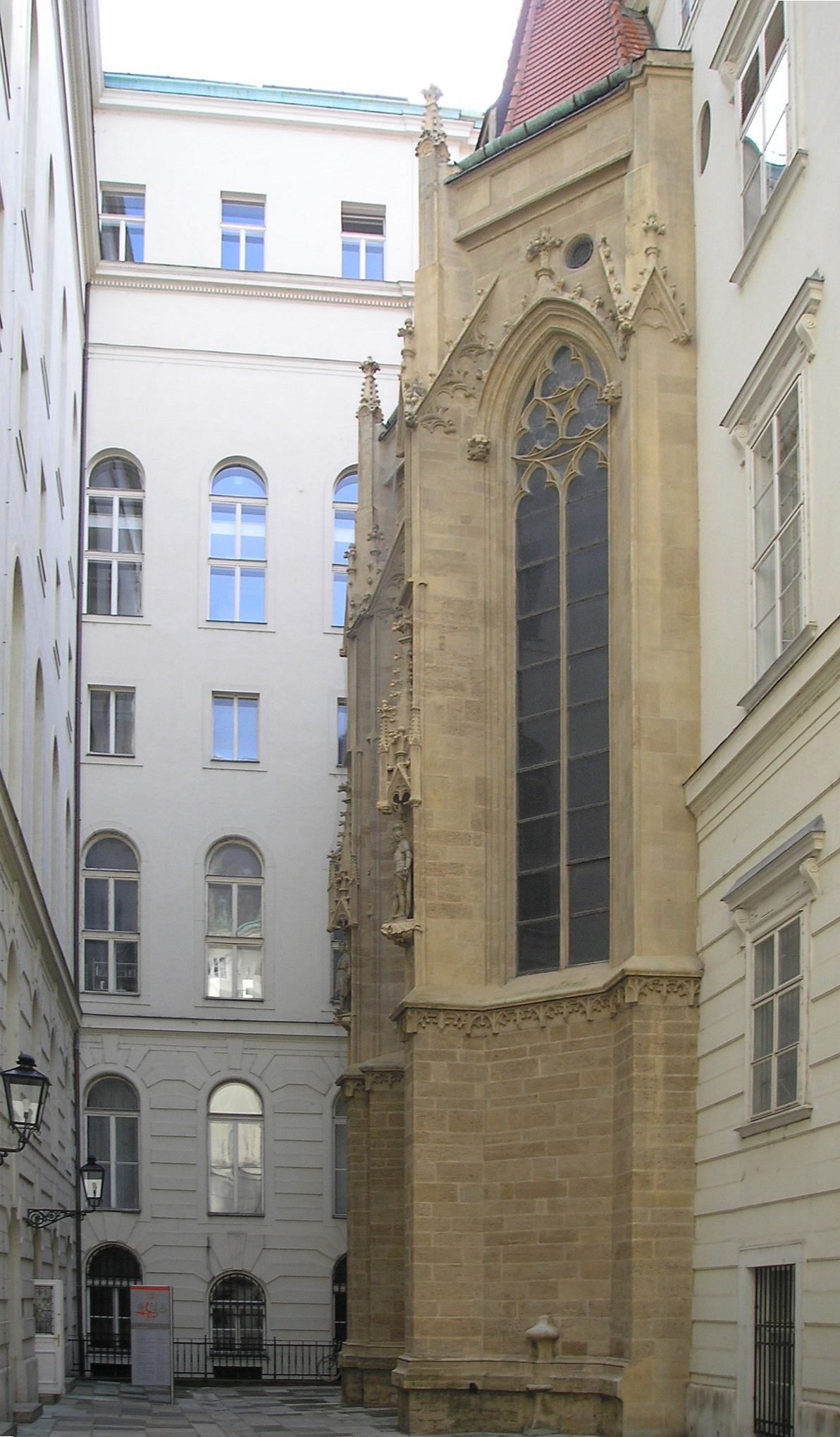
Hofburgkapelle
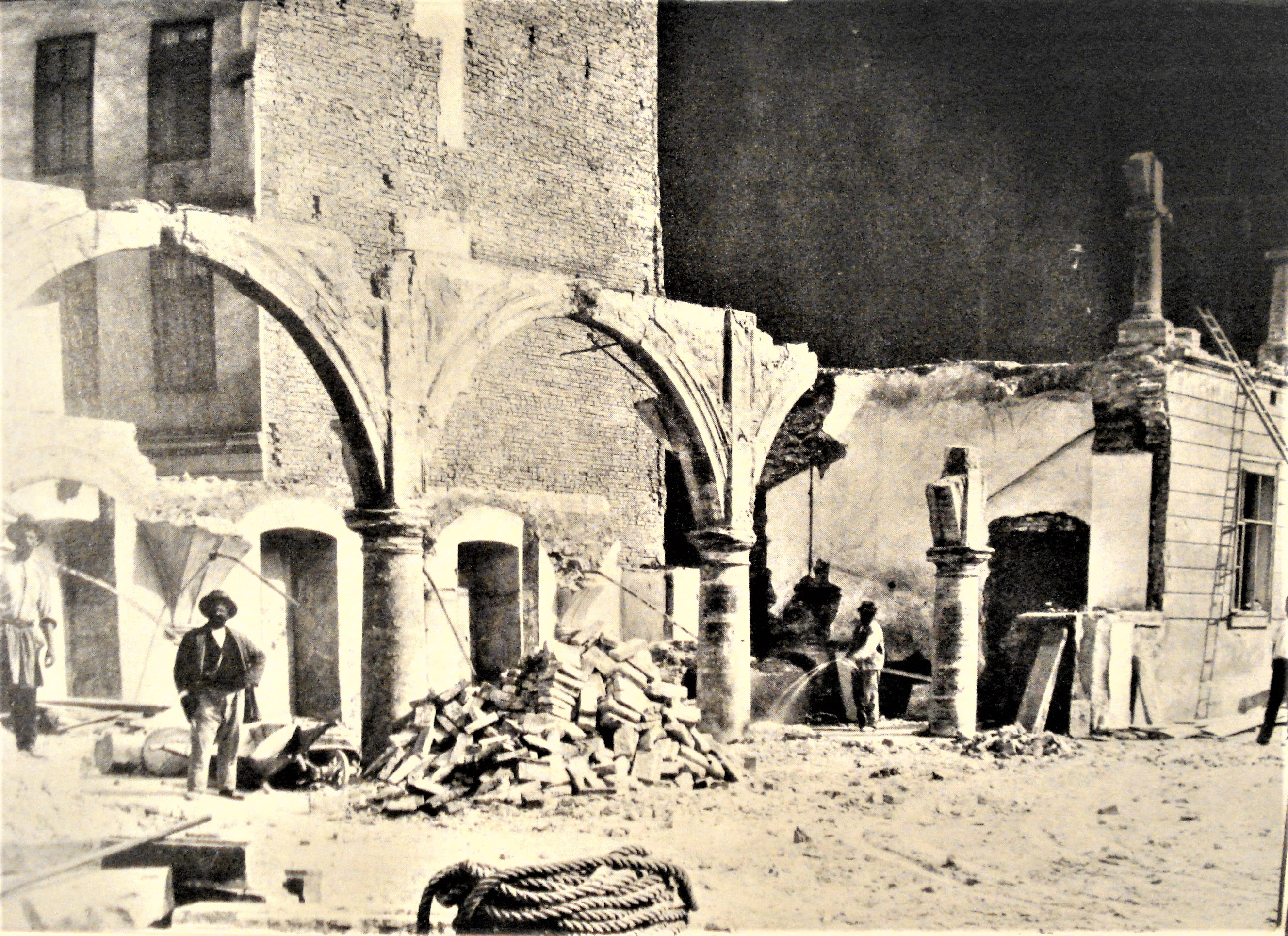
Kaiserspital um 1560 errichtet, letzte Reste der Arkaden 1903

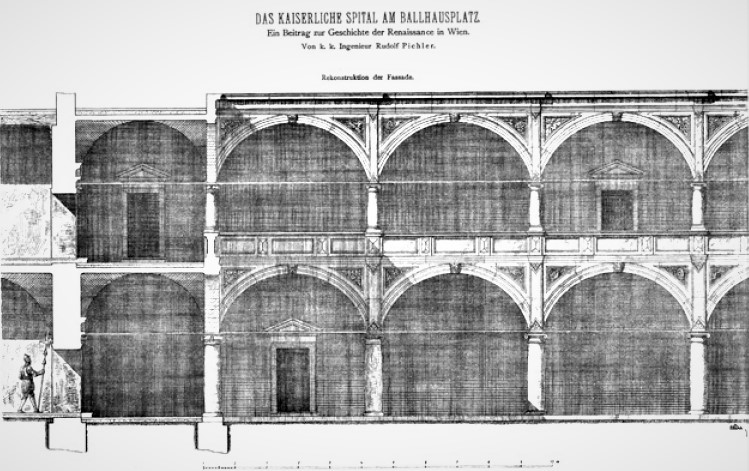
Ehem. Kaiserspital Rekonstruktion der Arkaden Architekt Rudolf Pichler 1903

### Hofburgkapelle
1544 ist eine umfangreiche Restaurierung der Hofburgkapelle unter Benedikt Kölbl dokumentiert, dabei wurde ein neues Oratorium eingebaut.

### Kaiserspital
Baumeister Benedikt Kölbl führte seit 1552 den Bau des Hofspitals hoch. Der weitere Ausbau der Zimmer im neuen Trakt wurde 1558 eingestellt und zwei übereinander aufzuführende Arkadengänge, welche dem im Außenbau fertiggestellten Gebäude an der Hofseite angebaut werden sollten. (Wie in der Stallburg). Die Pläne dazu stammten Kölbl.

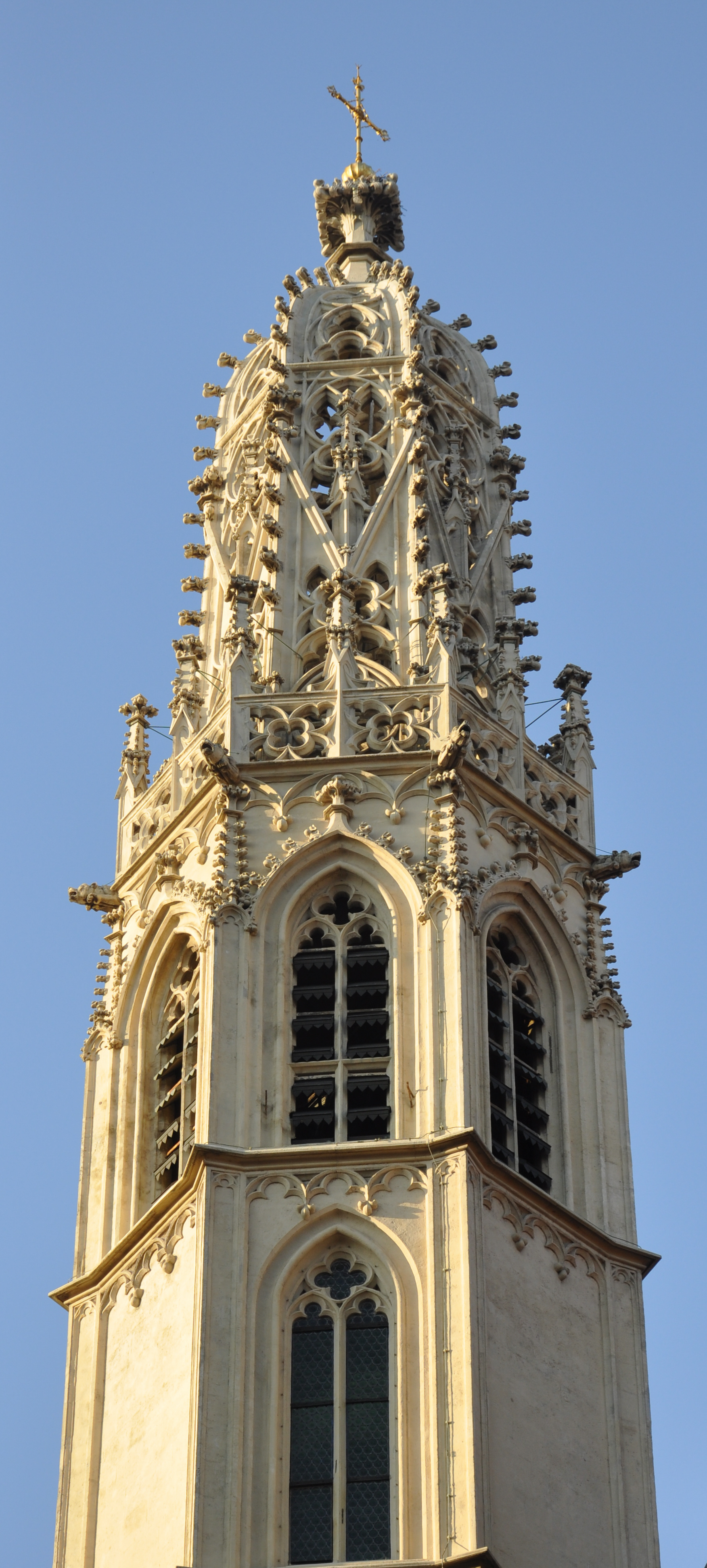
Turmhelm Maria am Gestade

Am 20. Oktober 1558 war ein von Benedikt Kölbl zur Verfügung gestelltes Modell für seine Arkaden Gegenstand einer Beratung zwischen dem Kaiser selbst und seinem Bausuperintendenten Schallautzer, dem Hofmaler und Architekt Pietro Ferrabosco und dem Neuankömmling Jacopo Strada. Diese Kommission genehmigte Kölbls Pläne, und das Gebäude wurde in den folgenden Jahren unter dessen Leitung realisiert.

### Maria am Gestade
Benedikt Kölbl, Steinmetz und Kirchmeister von Maria Stiegen stellte 1534–1537 den beschädigten Kirchturm zu Maria am Gestade nach den Zerstörungen der 1. Türkenbelagerung Wiens 1529 wieder her.

### Bau der ersten Bastionen – Reparaturen und Verbesserungen
Im Auftrag des Kaisers wurden nach dem Krieg die Hofburg und die gegen die ungarische Grenze gelegenen befestigten Schlösser in Niederösterreich gegen feindliche Angriffe – in Stand gesetzt. Der Architekt Hans Tscherte führte nach 1540 das neue Bollwerk bei der Augustinerbastei gemeinschaftlich mit dem italienischen Baumeister Franz de Pozzo, mit den Wiener Baumeistern Bonifaz Wolmuet und Benedict Kölbl aus.
Die Oberkammeramtsrechnungen von 1547 vermerken Ausgaben für Augustin Hirschvogel, Bonifaz Wolmuet und Benedikt Kölbl in Zusammenhang mit der Neuplanung der Befestigung. Die königliche Regierung und die Kammerräte hatten befohlen, die Ringmauer der Stadt abzureißen. Hirschvogel entwarf der Stadt ein Muster einer neuen Bastei und fertigte einen Grundriss- und Perspektivplan der Stadt an, Steinmetz Benedikt Kölbl erhielt 10 Gulden für seine Mühe, die er mit entwerfung oder abmessen der stat gehabt hat. 1548 erhielt Wolmuet 20 Gulden für eine visierung und grundlegung der stat Wienn.

#### Augustinerbastei, Kärntner Tor
1551 kam es zu statischen Problemen im Bereich der Kasematten. Der Schaden an drei Hauptpfeilern im Gewölbe wurde begutachtet. Die italienischen Baumeister wollten die Pfeiler mit Quadersteinen aus dem Dornbacher Steinbruch verstärken.
- Benedikt Kölbl, Bonifaz Wolmuet und Mertt Haubitt waren für einen kompletten Austausch der Pfeiler und Abtragung der Gewölbe bis an die Schlosleger. Die Pfeiler sollten aus Dornbacher Stein gemacht werden. Paul Schobinger und Johann Tscherte sprachen sich gleichfalls für diese aus.[18]

### Stephansdom
- In den Berichten über die Erneuerung der Stützpfeiler an der Bastei hinter dem Augustinerkloster im März 1551 wird Kölbl als „Werkmeister zu St. Stephan“ bezeichnet.[19]
- Für die jährliche Wartung und Säuberung des Grabmals Kaiser Friedrichs III. im Wiener Stephansdom erhielt er ein Ehrenkleid im Wert von 8 t.[20]

### Burg Wolkersdorf, Niederösterreich
Im Jahre 1537 kam die Burg von Wolkersdorf in habsburgischen Besitz, verfiel jedoch derartig, dass der kaiserliche Hofbaumeister Benedikt Kölbl 1566 aufgefordert wurde, einen Bericht vorzulegen, um die Bauschäden zu beziffern.

### Schallaburg
Beim zeitgenössischen adeligen Schlossbau der Schallaburg wurde Bezug zum Wiener Hof genommen, die Residenzarchitektur durch Ferdinand I. rezipiert. Eine durch Markus Jeitler gefundene Quelle dokumentiert, dass Christoph von Losenstein 1556 Benedikt Kölbl zur Begutachtung seines neu erbauten Schlosses Schallaburg engagieren wollte und am 21. Mai 1556 bei der niederösterreichischen Kammer um einen geeigneten Zeitpunkt dafür anfragte:

„Herrn Christoffen Von Losenstain Supplication, Er bit Jme der Ku. M. paumaister Benedicten Kölbl Zu besichtigung seines Volbrachten gepeüß am Schlosß Schallaburgkh auf ein etlich täg“

„Zu uergunstigen, Dem Herrn Supplicanten Hierauf anZeZaigen, Dieweil dj Rö :Ku. M. etc. nun Hieheer ankhomen, Vnd man des Paumaisters villeicht notdurfftig sein möcht, so wel der Camer nit wol geburn, Jne ausser der Ku. M. Vorwissen Zu erlauben, Derhalben der Herr Supplicant dises sein begern an sein Ku. M. gelanngen lassen mag, etc./.“

### Wasserbauten bei Nussdorf
Im Jahre 1555 wurde Hans Gasteiger, Wasserbaumeister aus München, nach Wien berufen. Er sollte das Donaubett zwischen Wien und Krems für die  Schifffahrt freimachen, aber auch Wasser auf die Basteien und in die Gassen der Stadt leiten und dazu drei Brunnenwerke zwischen der Ringmauer und dem Stadtwall errichten.
Im September 1558 wurde über die Ausbesserung und Ausgestaltung der Wasserbauten bei Nußdorf entschieden, in der Kommission war Gasteiger einer der Sachverständigen. Die Bauleitung hatten Francesco de Pozzo und Benedikt Kölbl.
- Die vor Jahren hergestellten „zwei Hauptschlachten ober und um Nußdorf“ hatten sich bewährt, waren aber in den zwei Jahren zuvor an mehreren Stellen gerissen. Die Wasserwerke sollten im Stande sein, täglich 2500 Eimer gut fließendes Brunnenwasser auf die Stadtmauern zu liefern, bei Bränden oder bei sonstigem Bedarf sollte das Wasser auch in die Gassen der Stadt geleitet werden können.[24]

### Schloss Trautmannsdorf
Bei der Neuorganisation der Landesverteidigung Trautmannsdorf 1556 wurde Schloss Trautmannsdorf zur Fluchtburg für die Bewohner von Trautmannsdorf, Stixneusiedl, Sarasdorf und Sommerein bestimmt. Kaiser Ferdinand I. und noch im selben Jahr 1564 sein Sohn und Nachfolger Maximilian II. entsandten für die Leitung der Renovierungsarbeiten an den Befestigungen Leute ihres Vertrauens: Hermes Schallautzer, ehemals Bürgermeister von Wien, war Verantwortlicher für die landesfürstlichen Gebäude in Wien, und Benedikt Kölbl. Nun kam es zur Anlage der Bastionen, die auch der archäologische Befund bestätigt.

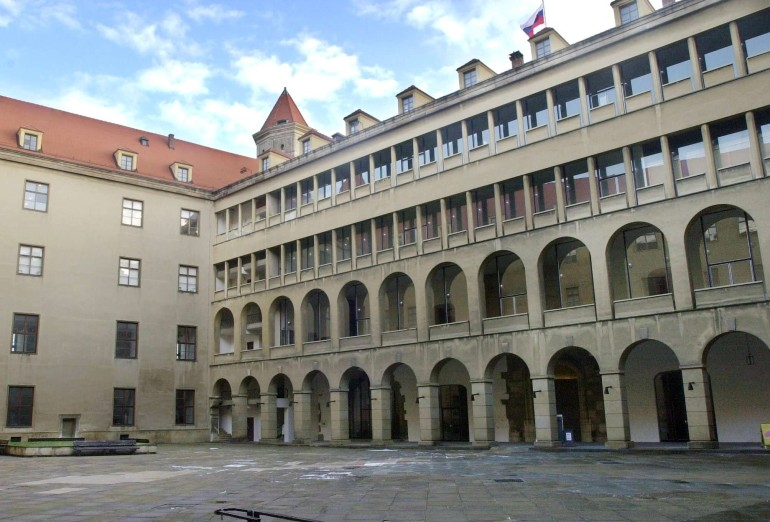
Burg von Pressburg/Bratislava, Innenhof

### Burgschloss Bratislava
Im Auftrag Ferdinands I. kam es 1552 mit Billigung des ungarischen Landtags zu einem Um- und Ausbau der Burg Bratislava. Unter der Bauaufsicht von Pietro Ferrabosco arbeiteten die italienischen Baumeister Bartolomeo Inisgado, Antonio Voltolino, Felice da Pisa und Donato Grazioli sowie der Steinmetzmeister Francesco di Giorgio. Es galt ein Königsappartement, je ein Appartement für den Statthalter, weitere Vertreter des Landes einzurichten, einen Verwahrungsort für die Krone einzubauen sowie Treppenhäuser, einen Festsaal, eine Kapelle samt Oratorium für den Statthalter, Küche, Hofstaatsunterkünfte sowie Verwaltungs- und Lagerräumlichkeiten und die Infrastruktur zur Abhaltung der Landtage zu schaffen.
- Ein Bericht von Pietro Ferrabosco und Benedikt Kölbl, erstellt 1562 in der Burg, zeugt vom schleppenden Baufortgang und von diversen Bauschäden wegen ausständiger Zahlungen. 1563 war der Großumbau in einem ersten Abschnitt abgeschlossen.[26]